# Amtsgericht Schmalkalden
Das Amtsgericht Schmalkalden war ein deutsches Amtsgericht mit Sitz in Schmalkalden.

## Geschichte
In Oldendorf bestand das kurhessische Justizamt Schmalkalden als Eingangsgericht. Mit der Annexion des Kurfürstentums Hessen wurden 1867 in der nunmehr preußischen Provinz Hessen-Nassau preußische Kreisgerichte gebildet, denen Amtsgerichte nachgeordnet waren. So entstand das Kreisgericht Rotenburg als eines von sechs Kreisgerichten im Regierungsbezirk Kassel und das Amtsgericht Schmalkalden als eines von 13 Amtsgerichten im Sprengel des Kreisgerichtes Rinteln.
Mit dem Inkrafttreten des deutschen Gerichtsverfassungsgesetzes am 1. Oktober 1879 wurden reichsweit einheitlich Amts-, Land- und Oberlandesgerichte geschaffen. Das Amtsgericht Schmalkalden blieb bestehen und war nun dem gemeinsamen Landgericht Meiningen nachgeordnet. Sein Gerichtsbezirk umfasste nun den Landkreis Herrschaft Schmalkalden soweit dieser nicht dem Amtsgericht Steinbach-Hallenberg zugeordnet war. Am Gericht bestanden 1880 zwei Richterstellen. Das Amtsgericht war damit ein mittelgroßes Amtsgericht im Landgerichtsbezirk.
Im Jahre 1952 wurden in der DDR die Amtsgerichte aufgehoben und stattdessen Kreisgerichte gebildet. So entstand anstelle des aufgehobenen Amtsgerichtes Schmalkalden das Kreisgericht Schmalkalden. Nach dem Zusammenbruch der DDR entstand 1993 das Amtsgericht Schmalkalden mit dem Thüringer Gerichtsstandortgesetz neu. Es wurde jedoch bereits zum 1. April 2006 wieder aufgehoben. Die Aufgaben übernahm das Amtsgericht Meiningen.